# Teucrium bicoloreum
Teucrium bicoloreum là một loài thực vật có hoa trong họ Hoa môi. Loài này được Pau ex Vicioso miêu tả khoa học đầu tiên năm 1916.